# Peter Pan (película de 1924)

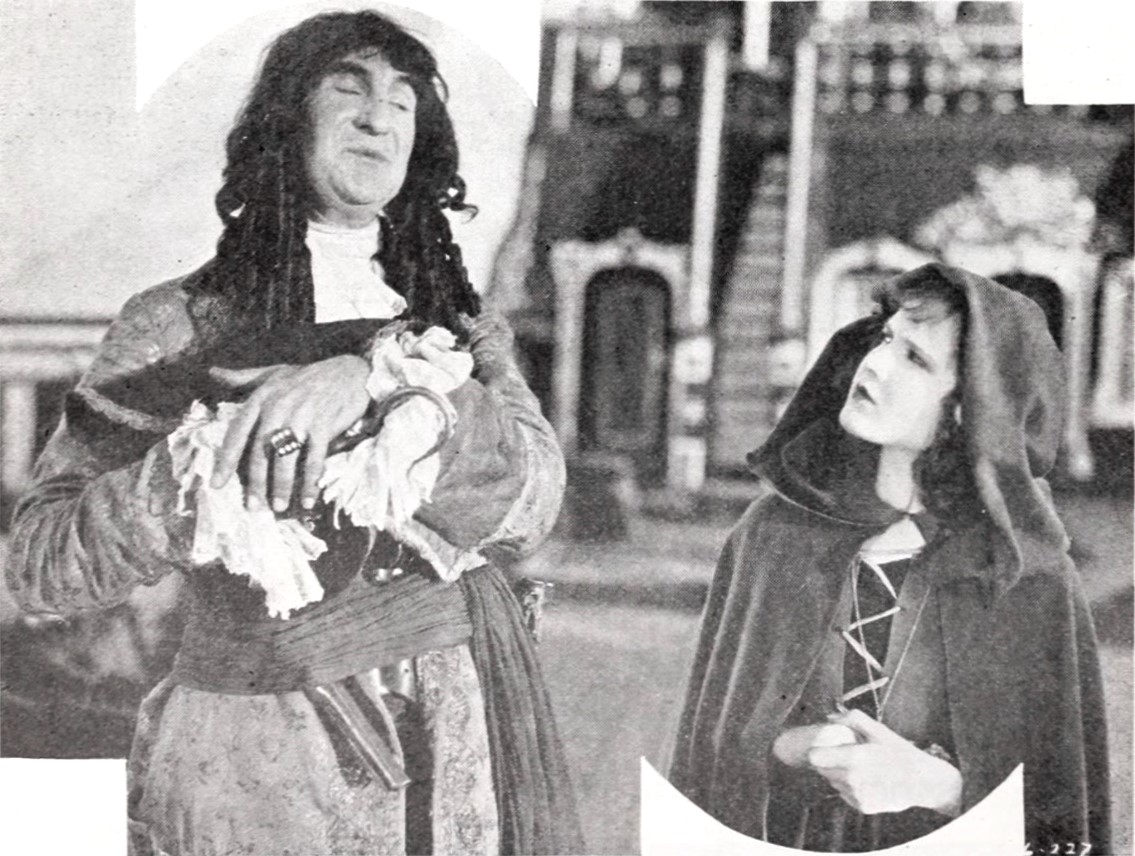
Ernest Torrence como el capitán Garfio y Betty Bronson como Peter Pan

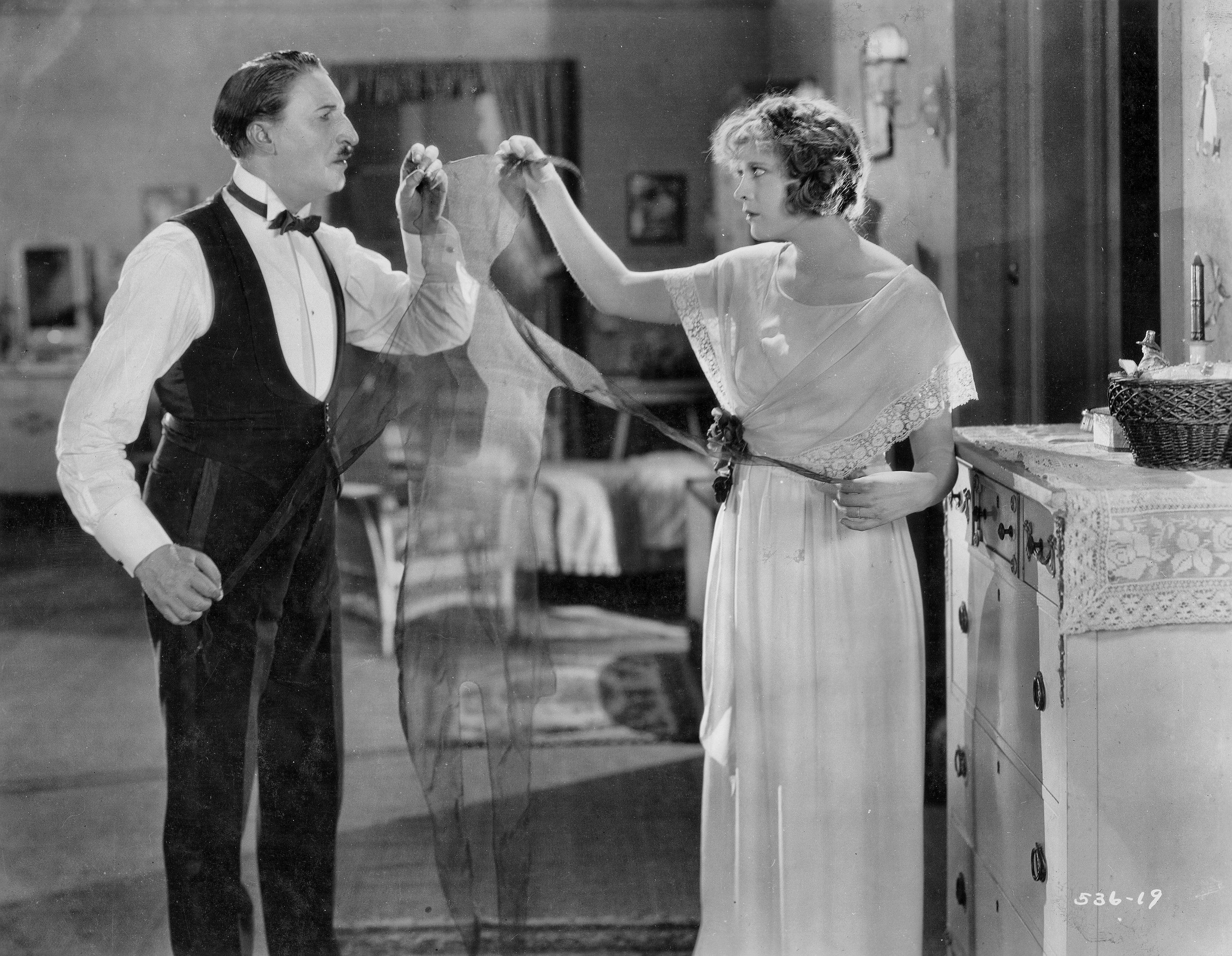
Cyril Chadwick y Esther Ralston como señor y señora Darling

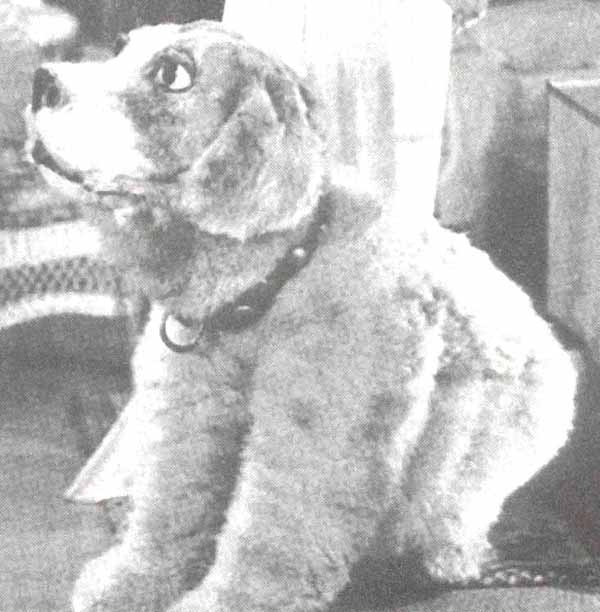
George Ali como la perra Nana

Peter Pan es una película muda de aventuras estadounidense de 1924 estrenada por Paramount Pictures, la primera adaptación cinematográfica de la obra de 1904 de J. M. Barrie. Fue dirigida por Herbert Brenon y protagonizada por Betty Bronson como Peter Pan, Ernest Torrence como el capitán Garfio, Mary Brian como Wendy, Virginia Brown Faire como Campanilla, Esther Ralston como la señora Darling y Anna May Wong como la princesa india Tigrilla.

## Sinopsis
Como se describe en una reseña en una revista de cine, la señora Darling estaba preocupada porque había visto la cara de un niño en la ventana de la guardería y encontró una sombra en el piso, pero de mala gana va a una fiesta con su esposo. Debido a que el señor Darling es muy estricto, la familia no puede tener una niñera, por lo que los tres niños quedan a cargo de la perra Nana.
Pronto, el alegre niño Peter Pan aparece en la ventana con el hada Campanilla, y encuentra su sombra en un cajón del escritorio. Wendy, la hija mayor, se despierta y ve a Peter, quien le cuenta de su hogar en el bosque y de las hadas. Peter enseña a los niños a volar y ellos se van al país de Nunca Jamás para unirse a la colonia de Niños Perdidos, que se han caído de los cochecitos cuando sus niñeras no estaban mirando. 
Campanilla está celosa e incita a uno de los Niños Perdidos a dispararle a Wendy, pensando que es un pájaro, y casi muere. Los niños, que viven en una casa subterránea, adoptan a Wendy como madre. Una banda de nativos americanos son amigables y luchan contra una banda de piratas liderada por el capitán Garfio, pero son derrotados. El capitán odia a Peter porque lo culpa por perder una mano ante un cocodrilo. Debido a que el cocodrilo lo sigue, el capitán le teme y lo alimentó con un despertador para que su tic-tac le avisara de su aproximación.
Los piratas se llevan a los niños y dejan veneno en la medicina de Peter. Campanilla bebe el veneno y casi muere, pero se salva cuando los niños de la audiencia dicen que creen en las hadas. Peter solicita la ayuda de las sirenas para subir a bordo del barco pirata y, con la ayuda de los Niños Perdidos, luchan y vencen a los piratas. Wendy y los niños luego vuelan de regreso a casa.
La señora Darling, afligida, piensa que está soñando cuando ve a sus hijos hasta que la abrazan. Wendy quiere quedarse con Peter, pero él dice que no quiere crecer nunca. La señora Darling acepta permitir que Wendy regrese una vez al año para ayudar a Peter con su limpieza de primavera, y él se va para regresar a la casa en el bosque. El señor y la señora Darling adoptan a todos los Niños Perdidos.

## Reparto
- Betty Bronson como Peter Pan.
- Ernest Torrence como el capitán Garfio.
- Mary Brian como Wendy Darling.
- Jack Murphy como John Darling.
- Philippe De Lacy como Michael Darling.
- Virginia Brown Faire como Campanilla (en el original, Tinker Bell).
- George Ali como la perra Nana y el cocodrilo.
- Esther Ralston como la señora Darling.
- Cyril Chadwick como el señor Darling.
- Anna May Wong como Tigrilla (en el original, Tiger Lily).
- Maurice Murphy como Tootles.
- Mickey McBan como Slightly.
- George Crane Jr. como Curly.
- Winston Doty como el primer gemelo.
- Weston Doty como el segundo gemelo.
- Terence McMillan como Nibs.
- Louis Morrison como el caballero Starkey.
- Edward Kipling como Smee.
- Robert Milasch como Kelt.

## Producción
La película sigue de cerca la trama de la obra original, e incluso llega a incorporar gran parte de su diálogo escénico original en los intertítulos. Las escenas agregadas incluyen a Nana, la perra sirviendo la medicina de Michael y bañándolo, y a Nana irrumpiendo en la casa en la que se está dando una fiesta, para advertir al señor y la señora Darling que Peter Pan y los niños Darling están volando alrededor de la guardería.
Al igual que la obra de teatro original y varias otras versiones, y a diferencia de la película de Disney de 1953, la versión de 1924 deja en claro que Wendy siente un vínculo romántico hacia Peter, pero Peter solo piensa en ella como su madre. La película omite la escena An Afterthought, que Barrie escribió después de la puesta en escena de la obra, y en la que Peter regresa por Wendy, solo para descubrir que han pasado los años y que ahora es una mujer casada con una hija.
Barrie seleccionó a Bronson para el papel de Wendy y escribió escenas adicionales para la película, pero Brenon se apegó en gran medida a la trama de la obra de teatro.

## Lanzamiento y restauración
Peter Pan se estrenó por primera vez en los Estados Unidos el 29 de diciembre de 1924. El distribuidor fue Paramount Pictures. En Alemania, donde tuvo lugar el estreno en diciembre de 1925, el distribuidor fue UFA.
Dado que no había un archivo cinematográfico nacional en los Estados Unidos y Paramount no tenía interés en una distribución a largo plazo de la película (los distribuidores mantenían las películas solo mientras ganaban dinero con su proyección), la mayoría de las copias de Peter Pan se destruyeron a lo largo de los años.
Durante décadas, se pensó que la película estaba perdida. En la década de 1950, James Card, restaurador de películas y conservador del George Eastman House en Rochester, Nueva York, descubrió una copia bien conservada en una bóveda de la Eastman School of Music y la preservó cuidadosamente. El historiador de cine David Pierce descubrió una copia adicional y hasta ahora desconocida de 16 mm en los Estudios Disney que se había hecho cuando la compañía adquirió los derechos de la propiedad en 1938. George Eastman House realizó una nueva restauración combinando las dos fuentes en 1994, y Philip C. Carli compuso una nueva música para la película, que fue estrenada por la Flower City Society Orchestra en el Festival de Cine Mudo de Pordenone de 1996.

## Recepción
La película fue celebrada en su momento por su uso innovador de efectos especiales (principalmente para mostrar a Campanilla) según el video del 45.º aniversario de Disney de su adaptación de Peter Pan. En el 2000, esta película fue considerada «cultural, histórica o estéticamente significativa» por la Biblioteca del Congreso de Estados Unidos y seleccionada para su preservación en el Registro Nacional de Cine.
El sitio web del agregador de reseñas Rotten Tomatoes informa una calificación de aprobación del 100% según 9 reseñas, con una calificación promedio de 7,5/10.
La película es reconocida por la American Film Institute en estas listas:
- 2003: AFI's 100 años... 100 héroes y villanos:
  - Capitán Garfio - Villano nominado.[5]